# Solanum leucandrum
Solanum leucandrum är en potatisväxtart som beskrevs av Whalen. Solanum leucandrum ingår i släktet skattor som ingår i familjen potatisväxter. Inga underarter finns listade i Catalogue of Life.